# Lorenzo Celsi
Lorenzo Celsi, död 1365, var en venetiansk doge. Han var regerande doge av Venedig 1361–1365. 